# Alejandro Cuevas
Alejandro Cuevas es el pseudónimo literario de Alberto Escudero (Valladolid, 1973), escritor español. Ganó el premio Ojo Crítico de Radio Nacional de España con su novela La vida no es un auto sacramental, que ya había recibido una mención especial en el Premio Nadal. Ganó el Premio de la Crítica de Castilla y León en 2024 con la novela Literatura barata.
Licenciado en Filología Hispánica por la Universidad de Valladolid, donde además realizó dos másteres: de Historia y Estética de la Cinematografía y de Economía de la Cultura y Gestión Cultural.
Durante trece años colaboró con artículos en prensa, principalmente en la edición regional del diario El Mundo.
Su novela Mi corazón visto desde el espacio (2019) refleja la precariedad de una generación de españoles que se vio obligada a salir al extranjero para encontrar trabajo. El propio Cuevas residió en Estados Unidos durante varios años, coincidiendo con un largo paréntesis en la escritura.
El crítico Santos Sanz Villanueva emparentó la obra literaria de Alejandro Cuevas con la novela posmoderna y la de crítica social. De su estilo, destacó su capacidad para la sátira y la habilidad verbal.

## Obra literaria

### Novela
- 1999: Comida para perros, Difácil.
- 1999: La vida no es un auto sacramental, Destino. Accésit del Premio Nadal y Premio Ojo Crítico.
- 2003: La peste bucólica, Losada.
- 2004: Quemar las naves, Multiversa, 2004. Premio Rejadorada.
- 2019: Mi corazón visto desde el espacio, Menoscuarto.[5][7] Obra finalista del Premio de la Crítica de Castilla y León en 2020.[8]
- 2023: Literatura barata, Menoscuarto.[2] Obra ganadora del Premio de la Crítica de Castilla y León en 2024. [3]

### Cuentos
- 2018 - Mariluz y el largo etcétera, editorial Difácil. Libro finalista del Premio de la Crítica de Castilla y León en 2019.[9]

## Premios
Premio Letras Jóvenes de Castilla y León en cuatro ocasiones (1992, 1994, 1995 y 1999). Ha ganado numerosos premios de relato (Café Compás, Jara Carrillo, Ciudad de Torremolinos, Lena, Villa de Mazarrón, entre otros). 
| Predecesor: Violeta Gil | Premio de la Crítica de Castilla y León 2024 | Sucesor: Por fallarse |